# وزارة شؤون مجلسي النواب والشورى (اليمن)
 وزارة شؤون مجلسي النواب والشورى هي الوزارة المسؤولة عن شؤون مجلسي النواب والشورى، يترأسها «وزير دولة»  تهـدف الوزارة إلى الإسهام في تعزيز الشرعية الدستورية ودولة المؤسسات من خلال تنظيم وتنسيق علاقات التعاون والتكامل بين الحكومة ومجلسي النواب والشورى استناداً إلى مبادئ وأحكام الدستور والقوانين والتشريعات الأخرى النافذة .

## الوزراء
| م | الاسم              | تاريخ التعيين  | ملاحظات                            |
| - | ------------------ | -------------- | ---------------------------------- |
| 1 | علوي حسين العطاس   | 4 أبريل 2001   |                                    |
| 2 | محمد يحيى الشرفي   | 17 مايو 2003   |                                    |
| 3 | عدنان عمر الجفري   | 31 مارس 2007   |                                    |
| 4 | رشاد أحمد الرصاص   | 27 نوفمبر 2011 |                                    |
| 5 | أحمد محمد الكحلاني | 7 نوفمبر 2014  |                                    |
| 6 | عثمان مجلي         | 9 يناير 2016   | تم إلغاء الوزارة في 18 ديسمبر 2020 |